# Ragadós bocskorosgomba
A ragadós bocskorosgomba (Volvopluteus gloiocephalus) a csengettyűgombafélék családjába tartozó, az északi féltekén elterjedt, erdőkben, réteken szerves törmeléken élő, ehető gombafaj. 

## Megjelenése
A ragadós bocskorosgomba kalapja 5-12 (15) cm széles, alakja fiatalon tojásdad vagy kissé kúpos, később domború, majd széles domború, széles harang alakú vagy közel lapos lesz. Felülete sima, fényes; fiatalon és később nedves időben kissé ragadós. A széle bordás. Színe változatos, eleinte elefántcsontfehér vagy szürkés; idősen hússzínűvé, szürkéssárgássá sötétedik. 
Húsa kissé vizenyős, színe fehér, sérülésre nem változik. Íze és szaga retekre vagy nyers krumplira emlékeztethet.  
Sűrű lemezei szabadon állnak; a féllemezek gyakoriak. Színük eleinte szinte fehér, később rózsaszínessé, majd barnás hússzínűvé válnak.
Tönkje 6-13 cm magas és 1-2 cm vastag. Alakja lefelé szélesedő, töve kissé bunkós. A tövén piszkosfehér, fehér bocskor található. A bocskorosgombák termőtestét fiatalon egy burok fedi be teljesen; színe ennél a fajnál fehér. A burokból marad aztán a tönk alján a feltűnő bocskor. Gallérja nincs.
Spórapora barnásrózsaszín. Spórája ellipszoid, sima, vastag falú, mérete 13–19 x 7–10 µm.

### Hasonló fajok
Az óriás bocskorosgomba felszíne selymes-bolyhos és korhadó fatörzseken, tönkökön nő. Színe és bocskora miatt gondolni kell a mérgező galócákkal (gyilkos galóca, hegyeskalapú galóca) való összetéveszthetőségre. 

## Elterjedése és termőhelye
Az egész északi féltekén elterjedt; megtalálható Eurázsiában, Észak-Amerikában és Észak-Afrikában egyaránt. Magyarországon gyakori. 
Erdőben, parkokban, kertekben, szántóföldön, korhadó szerves anyagon él, akár komposzton, fűrészporon is. Májustól októberig terem. 
Ehető, de nem túl ízletes gomba, inkább a fiatal példányok fogyasztása javasolt, más gombákkal keverten.  

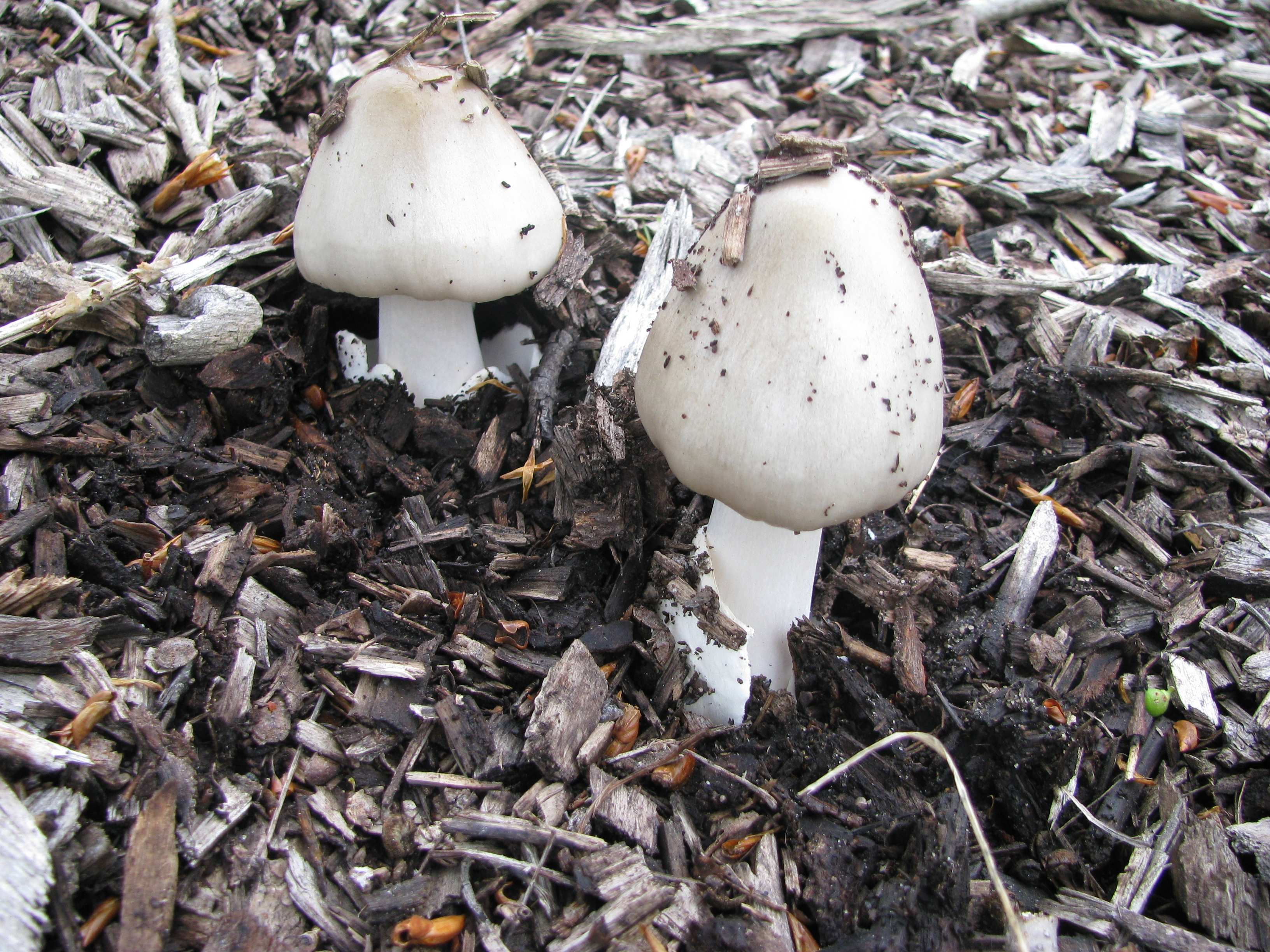
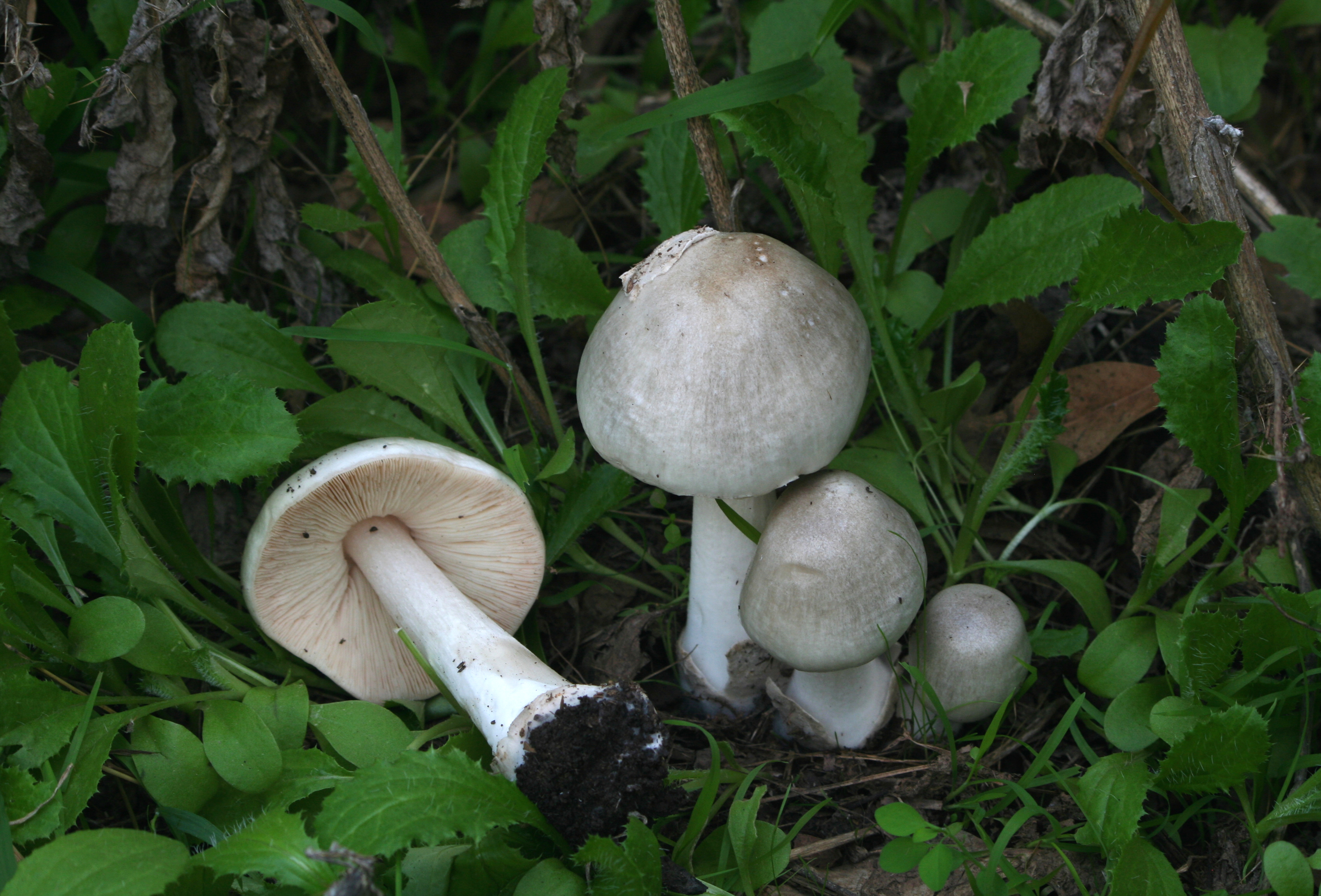
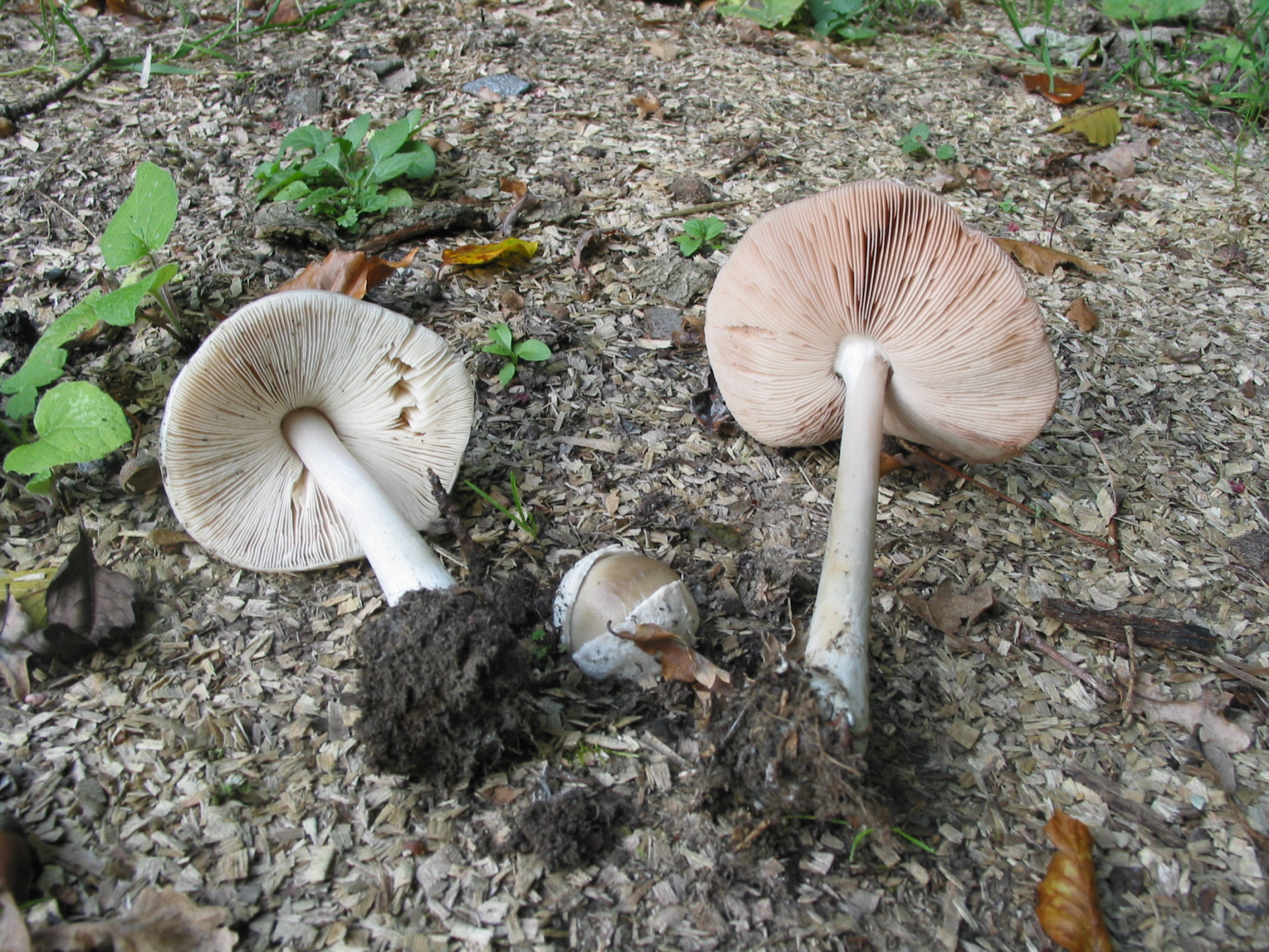
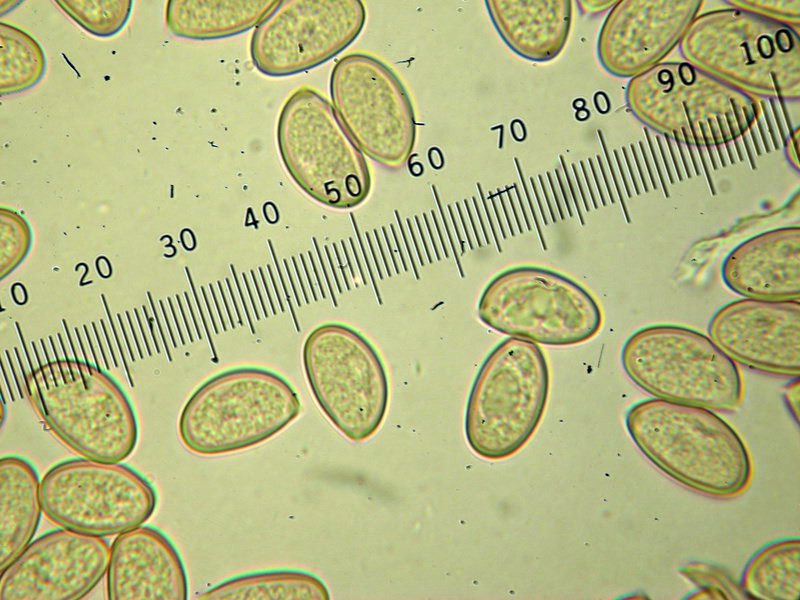
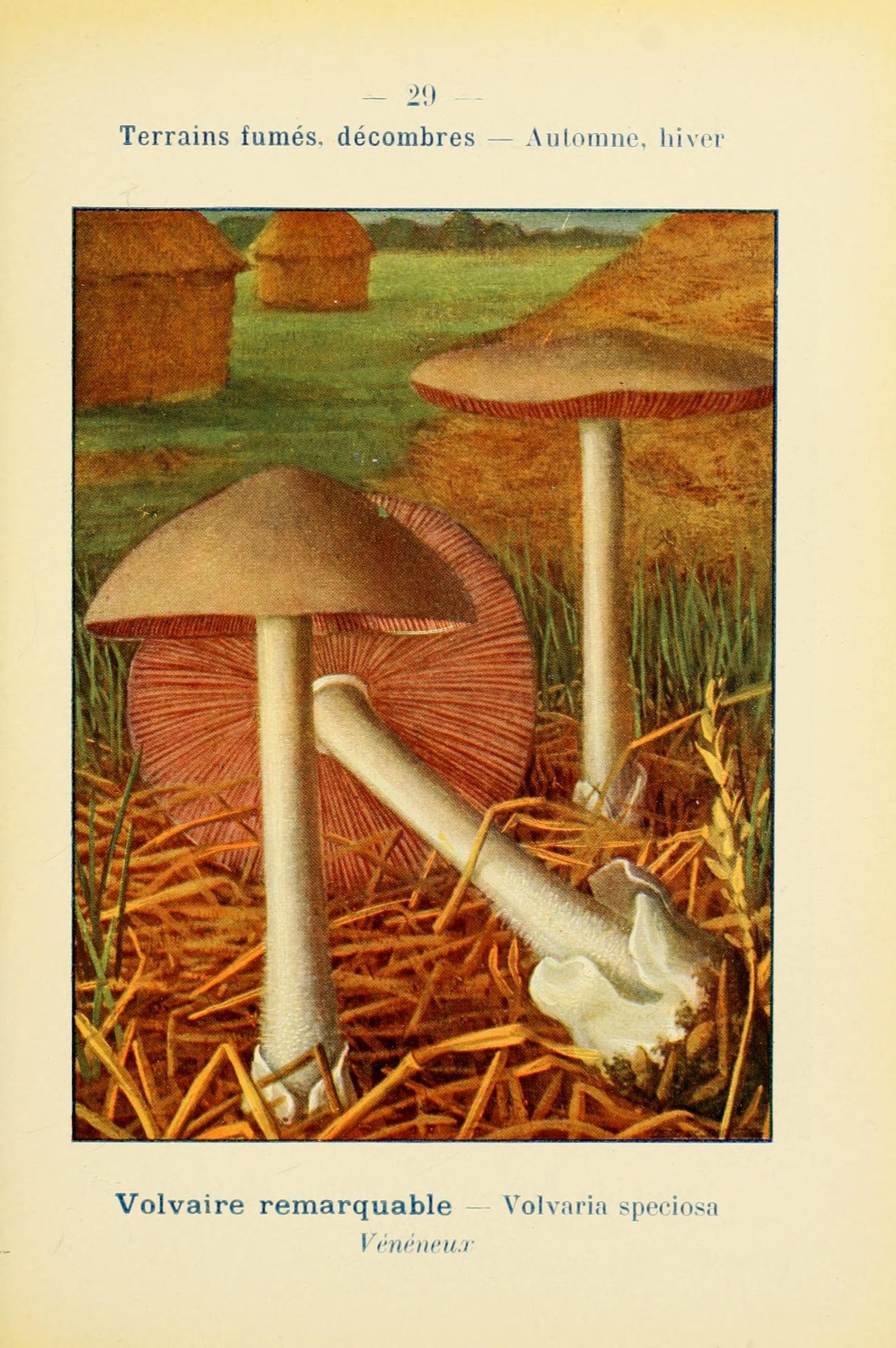